# Faludi Ferenc

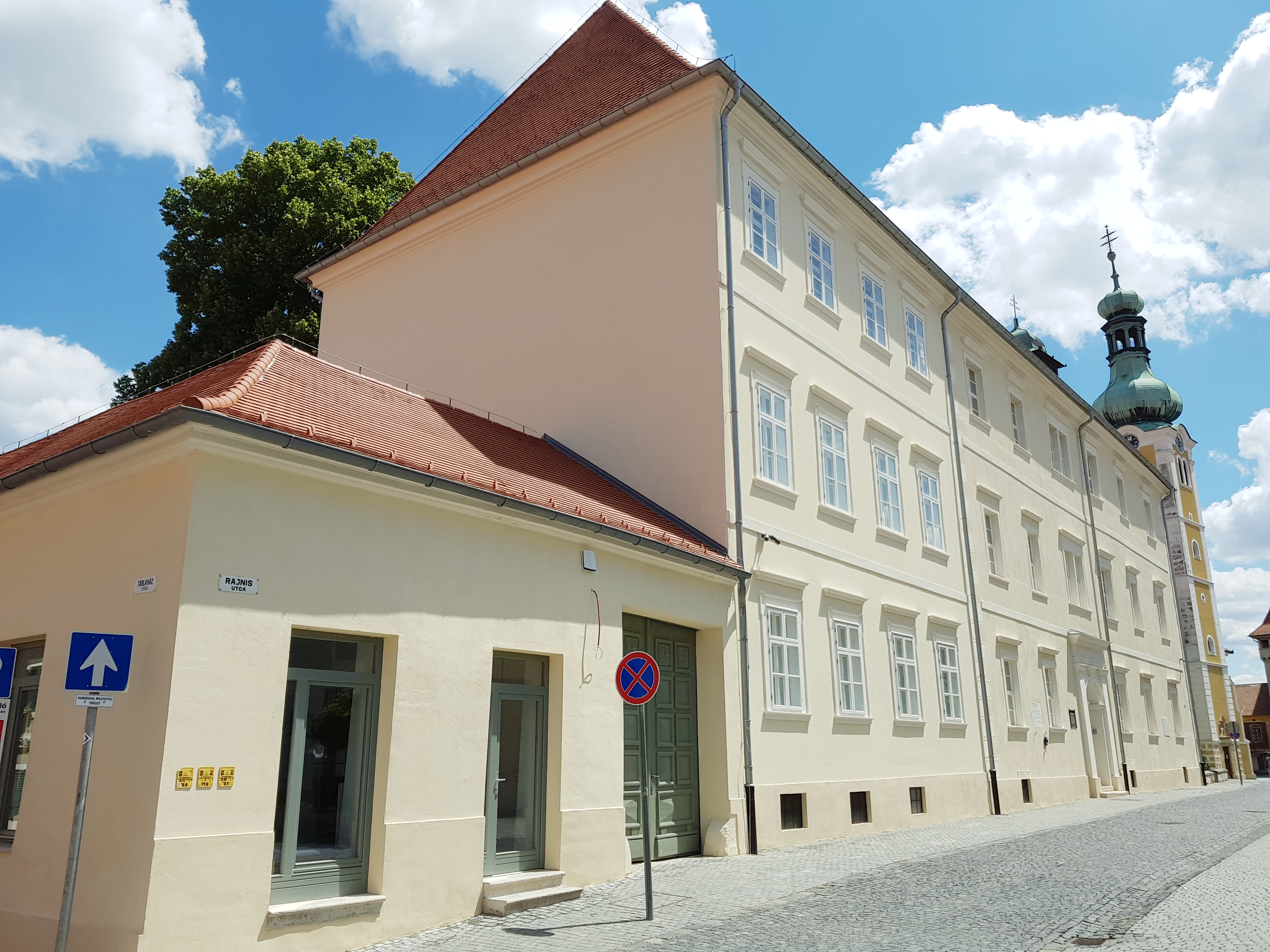
Kőszeg – Bencésszékház, itt tanult, majd 3 évig tanított

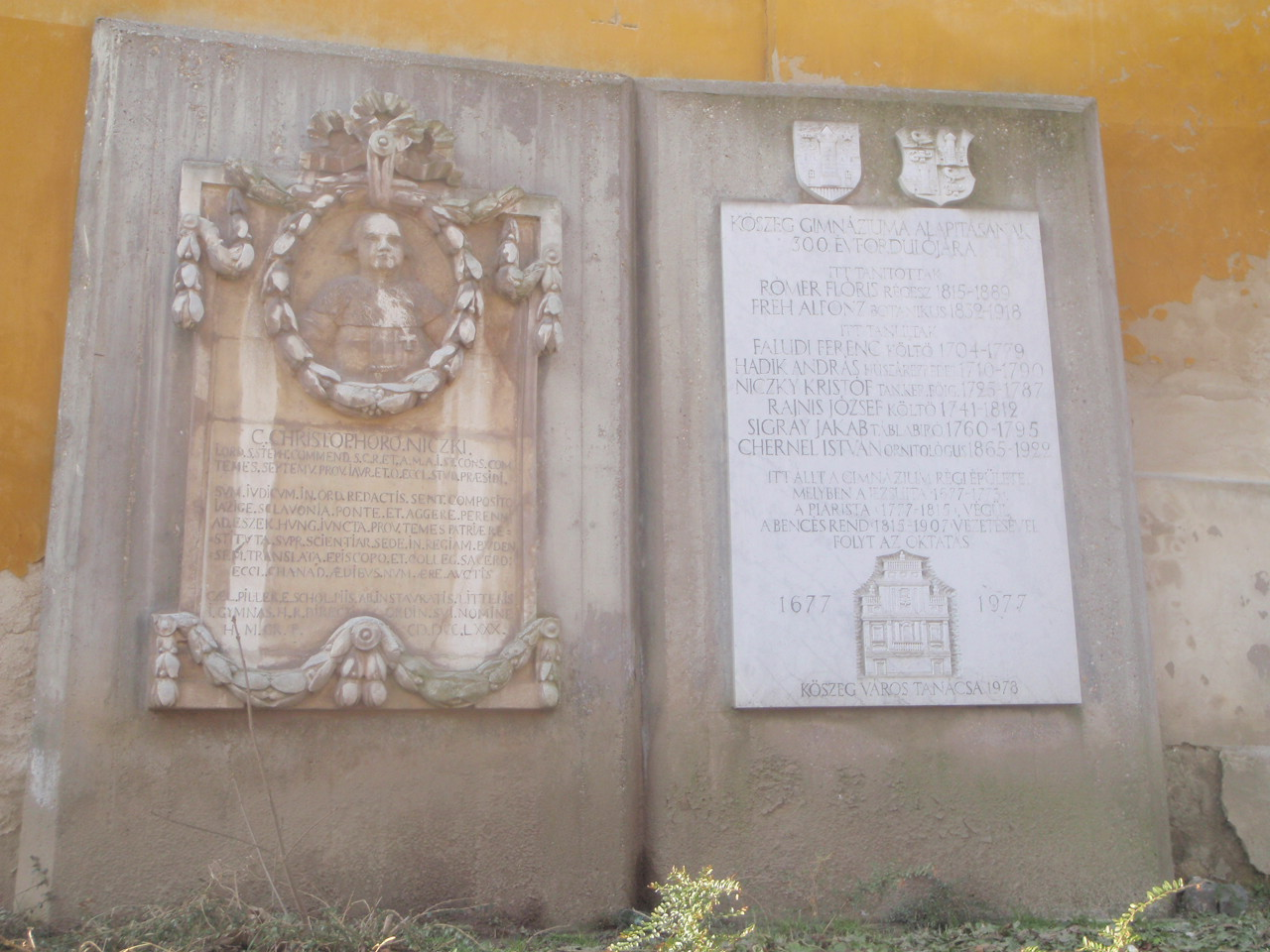
Kőszeg – Az egykori iskola emléktáblája, rajta a költő nevével az elbontott épületszárny helyén

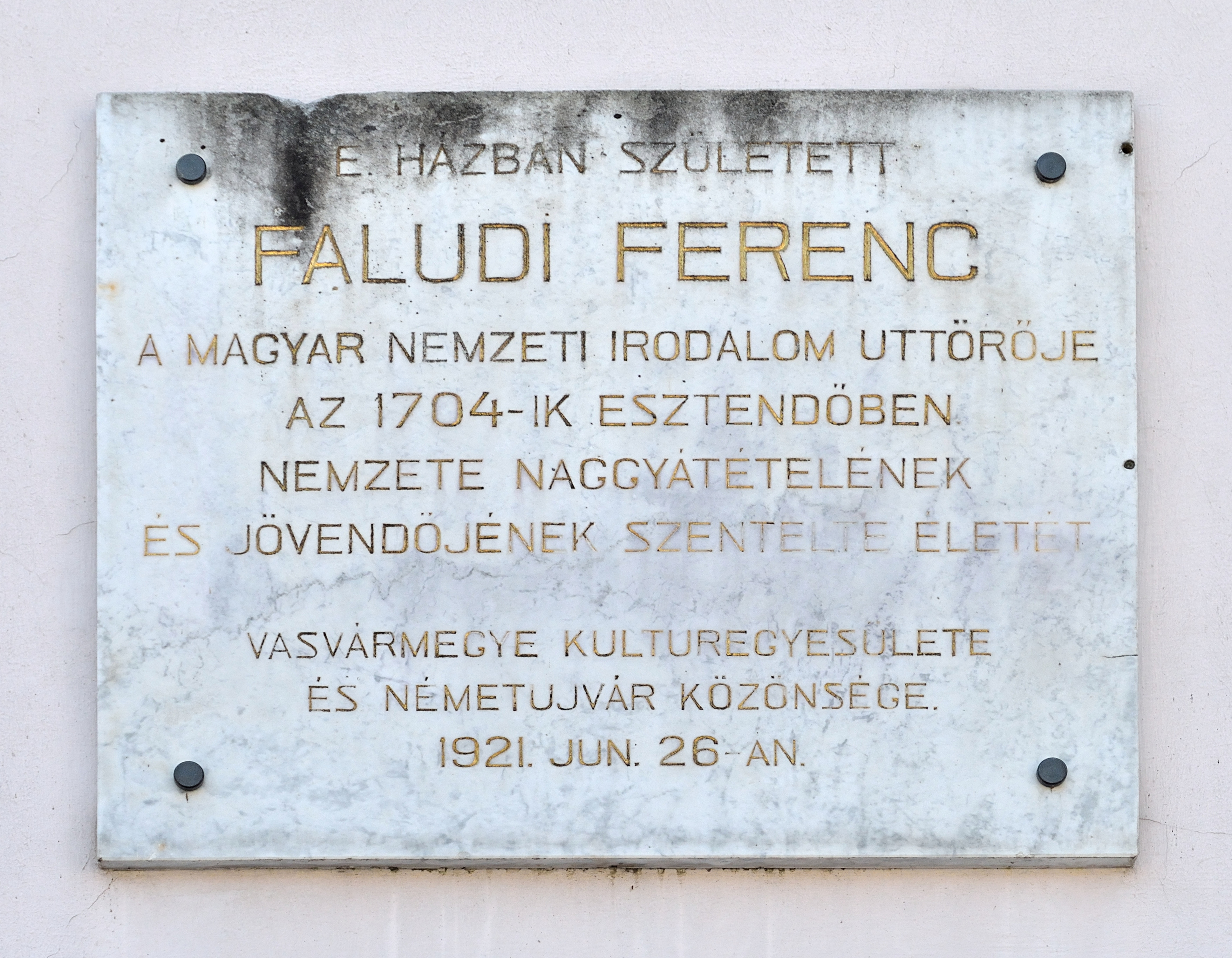
Emléktábla a szülőházán. Ma Faludigasse, Németújvár, Burgenland, Ausztria

Faludi Ferenc (Németújvár, 1704. március 25. – Rohonc, 1779. december 18.) jezsuita szerzetes, író, költő, műfordító.

## Élete
Németújvárott született nemes szülőktől; tanulmányait a retorikáig Sopronban végezte s 16 éves korában a jezsuita-rendbe lépett. Bécsben a Szent Anna nevű kolostorban két évi próbaidőt töltött el; azután Grazba küldeték, ahol a bölcseletet három évig hallgatta. Visszatérve Bécsbe 1725-től 1729-ig a humaniórákat, 1730-ban pedig a mértant adta elő; majd a hittudományi szakra lépett, s 1734-ben áldozópappá szentelték. 1728–29-ben a pécsi jezsuita gimnáziumban retorikát, grammatikát és poétikát tanított.
Papi hivatalát Budán a Vízivárosban kezdte meg mint német hitszónok. Miután a következő évben a rend szabályai szerint a harmadik próbaidőt is eltöltötte Besztercebányán, szerzetesi hivatottságának legfényesebb bizonyítványával újra Bécsbe küldték, ahol az 1736–37-ben a Pázmaneum növendékeinek lelkésze és az egyetemen mint a katolikus erkölcstan tanítója működött. 1737-től 1740-ig Grazban a bölcseletet, 1740-től 1741-ig Linzben a mértant adta elő, Bacsányi és Révai szerint a hittudományt is. Innét még a tanév befejezése előtt Rómába küldték a Szent Péter templomba magyar gyóntatónak. Mivel hivatala nem sok időt vett igénybe, elég alkalma volt az olasz művészet remekein ízlését fejleszteni s az olasz és francia irodalommal megbarátkozni.
A távollét hazájától nemes keblében a haza szeretetét még erősebb lángra lobbantotta s arra az elhatározásra bírta, hogy nemzete elhanyagolt nyelvét fejlessze s alásüllyedt irodalmát tőle telhetőleg emelje s gazdagítsa. Üres óráit fordítgatásokkal és versírással töltötte. Rómából öt évi távollét után a rend kormánya visszahívta, egy évig (1746–47) a nagyszombati egyetemen a Szentírás magyarázója volt. A következő évben az akkor felállított bécsi Theresianum első aligazgatójává nevezték ki; ezen hivatala mellett a római és német törvény történetét is előadta. Ezen új tantárgy minden idejét igénybe vette, így írói tevékenysége újból szünetelt. Azután igazgatói hivatalokat ruháztak reá; így 1748-től 1751-ig a jezsuiták nagyszombati könyvnyomdáját, másik három évig (1751-54.) a rend kőszegi házát, ugyancsak háromig (1754–57) a kőszegi kollégiumot és kettőig (1757–59) a pécsi házat igazgatta, míg végre sokoldalú működés és vándorlás után ismét nyugalmasabb állást nyert, amennyiben 1759-ben a jezsuiták pozsonyi könyvtárának igazgatója lett. Tizennégy évig működött itt, amikor Ganganelli brevéje (1773. július 21-én) a jezsuita rendet eltörölte. Ez mély fájdalommal hatott reá s visszavonult Rohoncra (Vas vármegye) a Batthyányiak birtokára, a parancsolt nyugalmat leélni, hol csendes háborítatlan munkássága közepette érte utol a halál. 1779. december 17-én vérhányás lepte meg, mire másnap reggel szélütés következett, mely még aznap véget vetett életének. 
Faludi hagyatéka arany, ezüst és réz pénzben 210 forint 46 koronából, s a ruhái s házi eszközei után árverésen befolyt 59 forint 57 koronából, jelentéktelen könyvtára pedig huszonegy darabból állott, melyhez saját munkái közül a Szent és Bölcs emberből együtt 48 példány járult. Mint Bacsányi írja (Faludi versei): Az ő korában még találtattak a rohonczi lakosok közt, kik fiatal korukban Faludit ismerték; de csak látásból; mert őt közelebbről ismerni vagy vele társalogni nem volt szerencséjük. Ezek nem mondhatván egyebet felőle, azt állítják, hogy külsejére nézve középtermetű, teljes képű, vaskos ember volt. Keresve keresett arcképét Bacsányi semmikép sem szerezhette meg.

## Munkássága
Faludi nyelvében az újító, gazdagító tehetség megnyilatkozását látjuk; anélkül, hogy nyelve kevésbé volna gyökeres, magán viseli az újítónak magyaros szellemben bővítő, idomító kezét; úgy hogy munkái méltán szolgálhattak volna helyes kiinduló pontjául az általános nyelv-reformnak. Nyelvújító tevékenységét dicséri – többek között – a zsebóra, napirend, nyelvbotlás szavunk.
Műfordításai erkölcsi célkitűzését szolgálták. A korában divatos, barokk moralizáló műveket fordította illetve szellemesen dolgozta át magyar nyelvre. Pázmány ízes és gazdag nyelvét folytatta, de fordulatai kecsesebbek, rokokó jellegűek. A Nemes ember, a Nemes asszony, az Udvari ember, majd idősebb korában a Nemes úrfi és a Szent ember, tartalmukat tekintve nem eredeti művek, de tálalásuk módja nagyon eredeti. Utolsó fordításkötete, a Téli éjszakák, különböző külföldi szerzőktől származó novellák gyűjteménye, a rokokó ízlés példatára.
Alig negyven költeményét ismerjük, de ezek a műgond és a formabravúr remekei. Érdekes, hogy alig van egyházias vonatkozásuk. Világi versek, tele érzelemmel, humorral, kedélyes bölcsességgel, népies fordulatokkal. Könnyed kecsességükben már nincs semmi a barokk ünnepélyességből – ízig-vérig rokokó költészet. Rokokó pásztorok élnek itt a természet ölén. A történeteknek allegorikus jelentésük van. A népi nyelv azonban mégis közelebb hozza a valósághoz ezt a stilizált világot, mint a rokokó költészet nagy részénél.
Versformakészlete igen gazdag, noha tudatosan távol tartja magát a deákos formáktól. Faludi tudatosan keresi az összhangot a magyar népies és a nyugat-európai ritmika között. Igyekszik magyaros-hangsúlyossá változtatni az időmértékes formákat, és ezzel önkéntelen előfutára lett legújabb verstani törekvéseinknek is. A híres sorban – Fortuna szekerén okosan ülj – tulajdonképpen a magyar hangsúlyos daktilusokat valósította meg. A régi magyar, kizárólag hangsúlyos verselés és a XVIII. század végén kezdődő újfajta verselési törekvések között Faludi költészete a legfontosabb verstani állomás.

## Művei
- Elementa geometriae Ign. Gaston Paradies recudi curavit Graecii, 1738
- De itinere in provincias exteras. Libri duo. Honoribus… neo-doctorum, cum in alma ac celeberrima universitate Graecensi promotore R. P…. suprema aa. ll. et phil. laurea insignerentur. Ab illustr. rhetorica Graecensi… anno 1739. Graecii
- Collectiones mathematicae ex architectura militari. Honoribus universis. Graecensi. A condiscipulis metaphysicis oblatae, anno 1739. mense Julio, die 21. Graecii
- Constantinus Porphyro-genitus. Jeles játék: melyet Szalai gróf Barkóczi Ferencz úrnak… tiszteletire folytatott Jesus társaságának uj oskoláiba költözött ifjuság: midőn tudományos érdemeit ezen kegyelmes méltóság jeles ajándékokkal méltóztattya vala ama diszes játékos palotán, melyet ugyan azon nagy méltóságnak édes nemzetének javára szüntelen igyekező kegyessége adakozása állatott Egerben, 1754. eszt. Sz. Jakab havának 31. napján. Kassa, 1754 (Ez csak a darab programmja 4-rét 4 levélen. A szinmű előadatott 1750. szeptember 13. Nagyszombatban, 1754. július 31. az egri jezsuita collegiumban és 1789. június 22. a magyar nemes ifjúság által Lőcsén.)
- Szent ember vagyis szent életre vezető istenes oktatások. Pozsony, 1773 (2. kiadás, Pozsony, 1787)
- Bölcs ember, vagyis az erkölcsös bölcsességre vezérlő rövid oktatások. Pozsony, 1778 (2. kiadás. Pozsony, 1787)
- Faludi Ferencz költeményes maradványai. Egybe szedte, s előbeszédekkel és szükséges oktatásokkal megbővítve közrebocsátotta a magyar Költeményes Gyüjtemény öregbedésére Révai Miklós. Győr, 1786-87. Két kötet. (A költő énekein és pásztor-énekein kivűl, annak élete és a pásztorköltésről való oktatás Batteaux után Révaitól, mely az első kötet nagyobb felét teszi; Constantinus Porphyrogenitus s a Jegyzőkönyv, melynek fejezetei: Magyar közmondások, Szépen illő társ-igék, Szép magyarázatok, Ékes mondások. 2. megjobbított kiadás. Pozsony, 1787, egy kötetben. Kimaradtak ezen kiadásból az életrajz, értekezés, némely latin és neki tulajdonított franczia versek.)
- Téli éjtszakák, vagyis a téli esti-időnek unalmait enyhitő beszédek. Holta után darab irásaiból közrebocsátotta Révai Miklós. Pozsony, 1787; Régi magyar könyvtár (19). Franklin, Budapest, 1900
- Faludi Ferencz Versei. Kiadta Batsányi János. Pest, 1824 (A könyvnek felét a kiadó toldaléka foglalja el: Faludi Ferencz életéről s munkáiról és a magyar nyelvről és versszerzésről. 5. kiadás Toldy Ferencz által Pest, 1854)
- Anthologia Faludi Ferencz Munkáiból. Kassa, 1836 (Zsebkönyvtár. Magyar irók remekei 3.)
- Faludi Ferencz Minden Munkái. Eredeti kéziratok és kiadások után a szerző életrajzával kiadta Toldy Ferencz. Pest, 1853 (Nemzeti Könyvtár 4-rét.)
- Caesar Aegyptus földjén Alexandriában. Szomorújáték; kéziratból kiadta, bev. Gálos Rezső; Győri Hírlap Ny., Győr, 1931
- Téli éjszakák. Válogatás Faludi Ferenc prózai műveiből; vál., szerk., jegyz., utószó Szörényi László, előszó Rónay György, Magvető, Bp., 1978 (Magyar tallózó)
- Fortuna szekerén okossan ülj; vál., szöveggond., bev., utószó Vargha Balázs; Szépirodalmi, Bp., 1985
- Faludi Ferenc prózai művei, 1-2.; sajtó alá rend., magyar nyelvű szöveggond., jegyz., Vörös Imre, latin szöveggond., ford., jegyz. Uray Piroska; Akadémiai, Bp., 1991 (Régi magyar prózai emlékek)
- Forgandó szerentse. Faludi Ferenc, 1704–1779, kéziratos versesfüzete; tan. Dobri Mária, Kovács Mihály; Egyházmegyei Könyvtár, Szombathely, 1992
- Faludi Ferenc magyar nyelvű versei; sajtó alá rend., előszót Sz. Koncz István; Önkormányzat, Görcsöny, 2015

## Fordításai
- Istenes jóságra és szerencsés boldog életre oktatott nemes ember. Irta ánglus nyelven Dorell József, ford. olaszból. Nagyszombat, 1748 (2. kiadás, Buda, 1749. 3. Nagyszombat, 1771. 4. Pozsony és Kassa, 1787)
- Istenes jóságra és szerencsés boldog életre oktatott nemes asszony. Utóbb pedig a hadi és udvari embereket néző közbeszédek. Irta ánglus nyelven Dorell József, olaszból ford. Nagyszombat, 1748 (2. kiadás Buda, 1749. 3. k. Nagyszombat, 1771. 4. k. Pozsony és Kassa, 1787)
- Bölcs és figyelmetes udvari ember. Irta spanyol nyelven Gracián Boldizsár, németből ford. Első század. Nagyszombat, 1750. 2. nyomtatás. Pozsony 1771. Második század. Pozsony, 1770. 2. kiadás. Nagyszombat, 1772. Harmadik század. Pozsony, 1771. 2. kiadás. Nagyszombat, 1772; az egészet kiadta Ponori Thewrewk József. 3. kiadás, Pozsony, 1837
- Istenes jóságra és szerencsés boldog életre oktatott nemes urfi. Irta ánglus nyelven Dorell József, ford. olaszból… Nagyszombat, 1771 (ugyanaz, Pozsony és Kassa, 1787)
- Nemes urfi, ford. olaszból Faludi, bevezetéssel és szótárral kiadta Bellaágh Aladár. Budapest, 1892 (Jeles irók iskolai tára XXXIX. Ism. Bud. Hirlap 49. sz.)